# Antarctica Records
Antarctica Records is een Belgisch onafhankelijk platenlabel, gespecialiseerd in klassieke, experimentele en onconventionele muziek. Het label maakt deel uit van de uitgeversstructuur van de Evil Penguin Group en is gevestigd nabij het klein begijnhof van Mechelen.
Antarctica Records werd in 2015 opgericht als sublabel van Evil Penguin Classic, dat sinds 2007 actief is in de klassieke muziekscène. Terwijl Evil Penguin Classic zich richt op meer gevestigde namen en repertoire binnen de klassieke muziek, wil Antarctica Records een platform bieden voor projecten die buiten de traditionele kaders vallen. Het label omschrijft zichzelf als een “biotoop” voor zeldzame bezettingen en multidisciplinaire samenwerkingen.
Het label bracht onder meer werk uit van componisten als George De Decker, Wim Henderickx en Robert Groslot, musici als Roeland Hendrikx en Marie François, en ensembles zoals Boho Strings, Vlaams Radiokoor en Zefiro Torna. Ook thematische reeksen maken deel uit van het Antarctica's output, zoals de reeks Flemish Music Heritage, in samenwerking met Studiecentrum voor Vlaamse Muziek, waarin minder bekend Vlaams repertoire in hedendaagse interpretaties wordt gepresenteerd.

## Series

### Antarctica Spring
Antarctica Records heeft, naast twee erfgoedseries, ook een reeks onder de naam Antarctica Spring. Deze serie richt zich op debuutalbums van jonge, veelbelovende artiesten.
Onder de musici die in deze reeks hun opnames uitbrachten bevinden zich onder meer de Brits-Roemeense pianist Cristian Sandrin (van wie het tweede album verscheen bij Evil Penguin Classic), de Belgische harpiste Eline Groslot (lid van Brussels Philharmonic), het pianoduo C-Sisters, de quatre mains collaboratie tussen Marie François en Simon Adda-Reyss, pianist Tal Walker, gitariste Tatiana Kurenchakova, en de Belgische gitarist Emma Wills, samen met sopraan Fleur Strijbos en celliste Octavie Dostaler-Lalonde.

#### Publicaties
- Cristian Sandrin – Correspondances (AR 043, 2023)
- Eline Groslot – Overtones (AR 050, 2023)
- C-Sisters – Rachmaninoff - Liszt - Piazzolla (AR 063, 2025)
- Marie François & Simon Adda-Reyss – Amitié musicale à 4 mains (AR 065, 2025)
- Tal Walker – Debussy: Préludes, Livre 1 (AR 049, 2025)
- Tatiana Kurenchakova – Lux Amoris Aeternis (AR 076, 2025)
- Emma Wills (ft. Fleur Strijbos & Octavie Dostaler-Lalonde) – Serenades of Spain (AR 071, 2025)

### Flemish Music Heritage
De serie Flemish Music Heritage, in samenwerking met Studiecentrum voor Vlaamse Muziek, richt zich op het herontdekken en herwaarderen van minder bekend Vlaams repertoire, dat in hedendaagse interpretaties wordt gepresenteerd. De opnames zijn gebaseerd op intensief archiefonderzoek en wetenschappelijk onderbouwde edities van de partituren. De geselecteerde werken worden uitgevoerd door gerenommeerde musici en ensembles, met als doel verwaarloosde componisten opnieuw onder de aandacht te brengen. Met deze reeks beoogt Antarctica Records het repertoire te verrijken en het muzikale erfgoed uit Vlaanderen toegankelijk te maken voor een breder publiek.
Componisten die reeds in de serie aanbod kwamen zijn Joseph Ryelandt (1870–1965) en Gustave Huberti (1843–1910).

#### Publicaties
- Jozef De Beenhouwer – Joseph Ryelandt: Piano Sonatas 1 (AR 066, 2024)
- Liesbeth Devos, Werner Van Mechelen, Jozef De Beenhouwer – Gustave Huberti: Art Songs (AR 070, 2025)
- Jozef De Beenhouwer – Joseph Ryelandt: Piano Sonatas 2, Six Préludes (AR 072, 2025)

### Archive
In de archiefserie van Antarctica Records worden tot dan toe ongepubliceerde captaties van hedendaagse Belgische componisten beschikbaar gemaakt. Deze opnames worden digitaal uitgebracht via streamingplatforms, met als doel waardevol muzikaal erfgoed uit het recente verleden opnieuw onder de aandacht te brengen en duurzaam toegankelijk te maken voor een breed publiek.

#### Publicaties - Robert Grolsot
- Robert Groslot – Scarlatti Sonatas (AR 056, 2024)
- Robert Groslot – Black Venus & The Great Globe (AR 058, 2024)

#### Publicaties - George De Decker
- George De Decker – The Blue Notebooks (AR 064, 2024)
- George De Decker – Schweigeminute (AR 068a, 2025)
- George De Decker – Aphasia Universalis (AR 068b, 2025)